# Nova Iorque
Nova Iorque est une municipalité brésilienne située dans l'État du Maranhão.